# فهرست استانداران آذربایجان شرقی
این فهرست استانداران استان آذربایجان شرقی (پیش‌تر: استانداران استان سوم، استان آذربایجان و استان آذربایجان شرقی) به مرکزیت تبریز، از سال تشکیل استان در سال ۱۳۱۶ تاکنون می‌باشد. 

## استانداراناستان سوم
در دورهٔ پهلوی (پیش از ۱۳۲۴ خورشیدی):
| ردیف | نام                                                     | شروع            | پایان          | مدت    | تصویر |
| ---- | ------------------------------------------------------- | --------------- | -------------- | ------ | ----- |
| ۱    | خلیل فهیمی(متولد ۱۲۵۵، تهران – درگذشتهٔ ۱۳۳۲)            | ۱۳۱۴            | ۱۳۱۸           | ۴ سال  |       |
| ۲    | عبدالله مستوفی(متولد ۱۲۵۵، تهران – درگذشتهٔ ۱۳۲۹)        | ۷ مرداد ۱۳۱۸    | ۲۰ مهر ۱۳۱۹    | ۱ سال  |       |
| ۳    | امان‌الله اردلان(متولد ۱۲۶۰، تهران – درگذشتهٔ ۱۳۶۶)       | ۲۰ مهر ۱۳۱۹     | ۲۰ شهریور ۱۳۲۰ | کوتاه  |       |
| (۱)  | خلیل فهیمی(متولد ۱۲۵۵، تهران – درگذشتهٔ ۱۳۳۲)            | ۲۰ شهریور ۱۳۲۰  | ۱۳۲۱           | یک سال |       |
| ۴    | سرلشکر حسن مقدم(متولد ۱۲۶۵، مراغه – درگذشتهٔ ۱۳۶۲)       | ۱۳۲۱            | تیر ۱۳۲۲       | کوتاه  |       |
| ۵    | مهدی دادور(متولد ۱۲۵۷ – درگذشتهٔ ۱۳۲۶)                   | ۲۴ بهمن ۱۳۲۲    | فروردین ۱۳۲۴   | کوتاه  |       |
| —    | سرتیپ علی‌اکبر درخشانی(متولد ۱۲۷۴، تهران – درگذشتهٔ ۱۳۵۷) | ۱۲ فروردین ۱۳۲۴ | ۱۳۲۴           | کوتاه  |       |
| —    | نیکجو                                                   | ۱۳۲۴            | شهریور ۱۳۲۴    | کوتاه  |       |

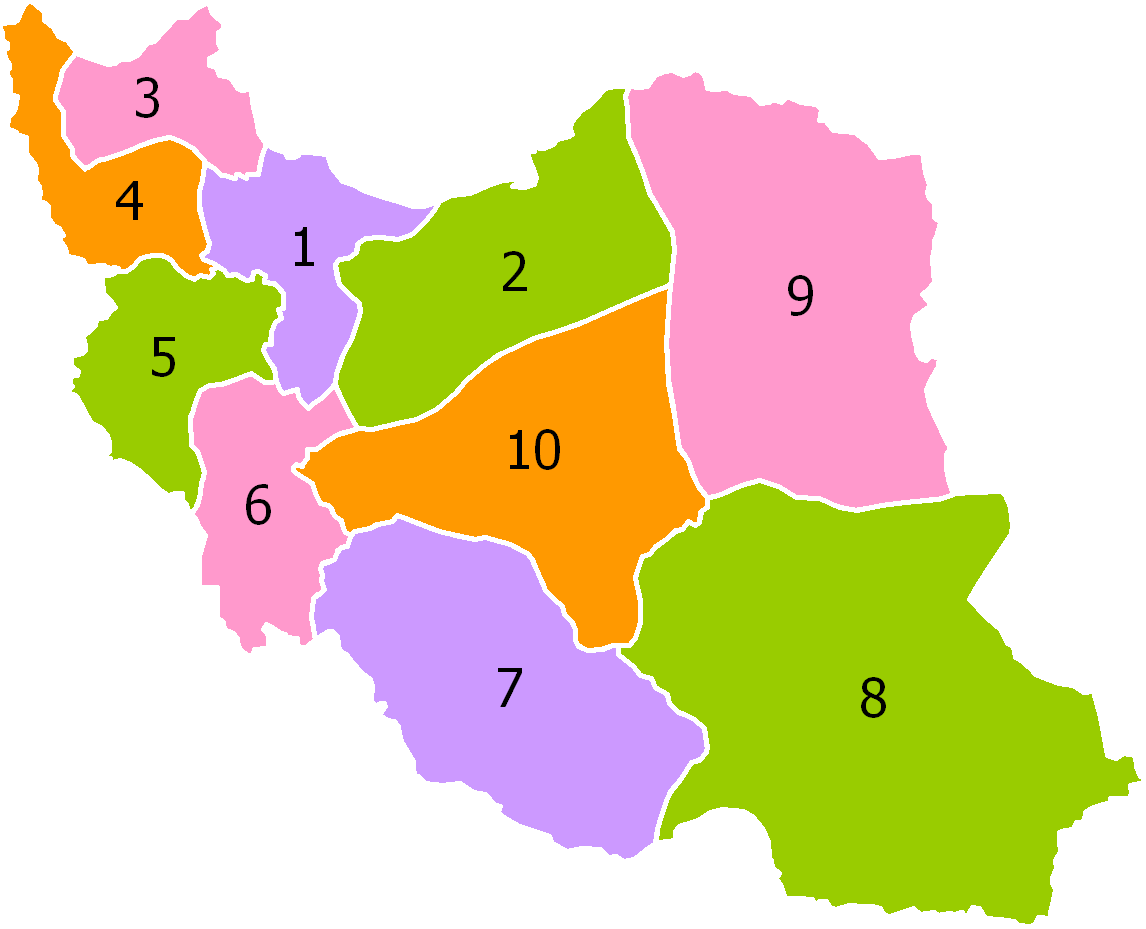
جایگاه استان سوم در نقشهٔ اولین استان‌های ایران

## استانداران استان آذربایجان
در دورهٔ پهلوی (۱۳۳۷–۱۳۲۴ خورشیدی):
| ردیف | نام                                                    | شروع            | پایان          | مدت    | تصویر |
| --- | ------------------------------------------------------ | --------------- | -------------- | ------ | ----- |
| ۶ | سید مهدی فرخ(متولد ۱۲۶۵ – درگذشتهٔ ۱۳۵۲)                | شهریور ۱۳۲۴     | ۲۶ آبان ۱۳۲۴   | کوتاه  |       |
| ۷ | مرتضی‌قلی بیات(متولد ۱۲۶۹، اراک – درگذشتهٔ ۱۳۳۷)         | ۲۶ آبان ۱۳۲۴    | ۲۱ آذر ۱۳۲۴    | کوتاه  |       |
| حکومت خودمختار آذربایجانوزیر داخله: سلام‌الله جاوید (آذر ۱۳۲۴ – خرداد ۱۳۲۵)                                                           |                                                        |                 |                |        |       |
| ۸ | سلام‌الله جاوید(متولد ۱۲۷۹، خلخال – درگذشتهٔ ۱۳۶۴)       | ۲۵ خرداد ۱۳۲۵   | ۱۹ آذر ۱۳۲۵    | کوتاه  |       |
| ابوالحسن صادقی نمایندهٔ تبریز در مجلس شورای ملی، در ۲۹ آذر ۱۳۲۵ برای انتصاب به استانداری به دربار معرفی شد اما فرمان انتصاب صادر نشد. |                                                        |                 |                |        |       |
| ۹ | علی منصور(متولد ۱۲۶۶، تفرش – درگذشتهٔ ۱۳۵۳)             | ۵ دی ۱۳۲۵       | ۳۱ شهریور ۱۳۲۷ |        |       |
| (۱) | خلیل فهیمی(متولد ۱۲۵۵، تهران – درگذشتهٔ ۱۳۳۲)           | ۳۱ شهریور ۱۳۲۷  | ۲۱ اسفند ۱۳۲۷  |        |       |
| ۱۰ | ابوالفتح والاتبار(متولد ۱۲۵۳، تبریز – درگذشتهٔ ۱۳۳۷)    | ۶ اردیبهشت ۱۳۲۸ | اسفند ۱۳۲۸     |        |       |
| ۱۱ | ابراهیم زند(متولد ۱۲۶۷، تفلیس – درگذشتهٔ ۱۳۵۳)          | ۴ اردیبهشت ۱۳۲۹ | ۲۷ تیر ۱۳۲۹    |        |       |
| ۱۲ | منوچهر اقبال(متولد ۱۲۸۸، کاشمر – درگذشتهٔ ۱۳۵۶)         | ۵ مرداد ۱۳۲۹    | فروردین ۱۳۳۰   |        |       |
| ۱۳ | سید محمد سجادی(متولد ۱۲۷۸، تهران – درگذشتهٔ ۱۳۶۶)       | فروردین ۱۳۳۰    | ۱۳۳۱           |        |       |
| ۱۴ | ناصرقلی اردلان(متولد ۱۲۷۳، تهران – درگذشتهٔ ۱۳۶۴)       | ۱۳۳۱            | ۲۹ مرداد ۱۳۳۲  |        |       |
| ۱۵ | سپهبد محمد شاه‌بختی(متولد ۱۲۶۵، اشتهارد – درگذشتهٔ ۱۳۴۱) | ۲۹ مرداد ۱۳۳۲   | ۱۳ خرداد ۱۳۳۳  |        |       |
| ۱۶ | محمود جم(متولد ۱۲۵۹، تبریز – درگذشتهٔ ۱۳۴۸)             | ۱۳ خرداد ۱۳۳۳   | ۱۳۳۳           | کوتاه  |       |
| ۱۷ | عباسقلی گلشائیان(متولد ۱۲۸۱، تهران – درگذشتهٔ ۱۳۶۹)     | ۱۳۳۳            | ۱۳۳۴           | یک سال |       |
| (۱۷) | عباسقلی گلشائیان(متولد ۱۲۸۱، تهران – درگذشتهٔ ۱۳۶۹)     | ۱۳۳۶            | ۱۳۳۷           | یک سال |       |

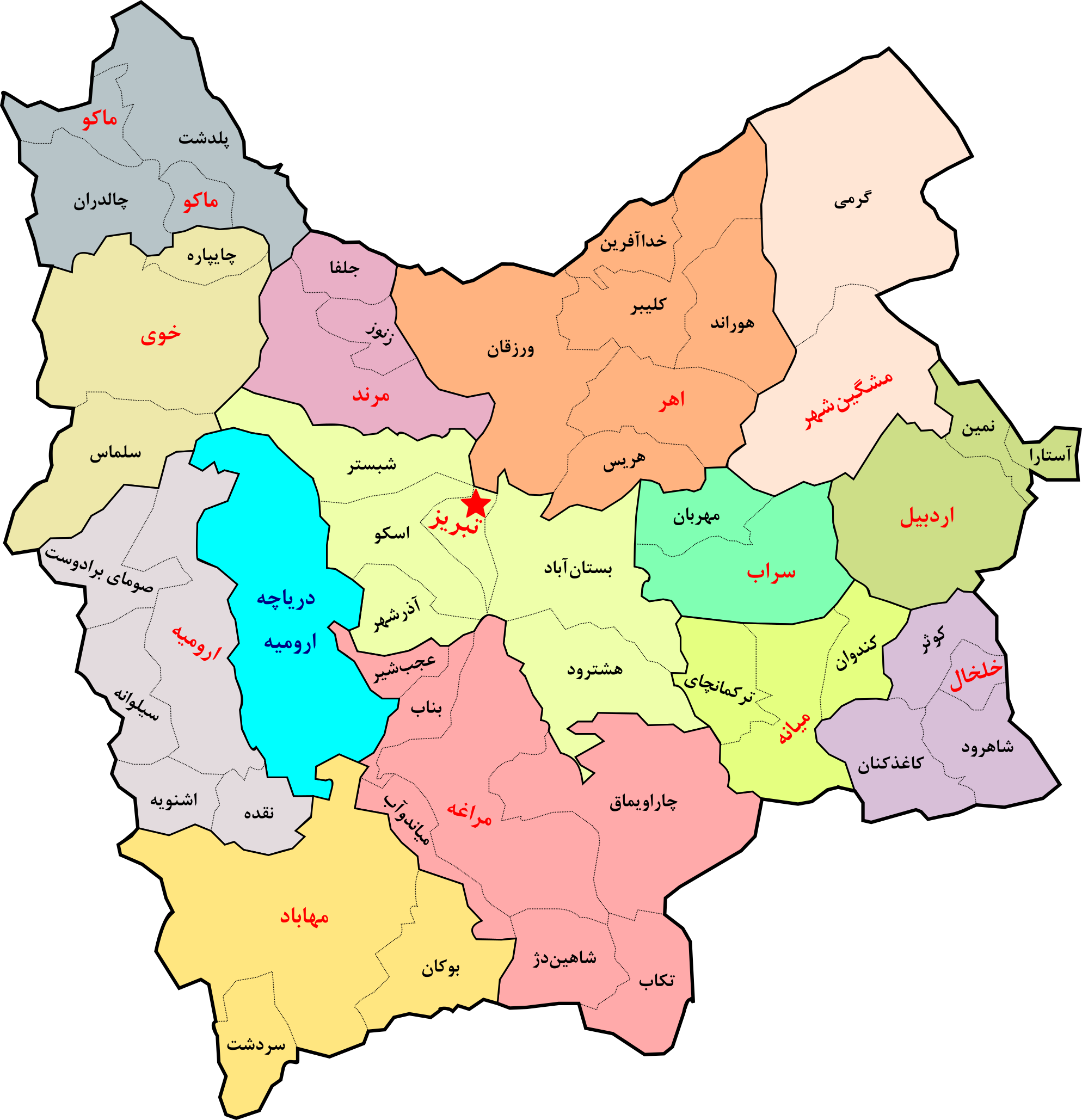
نقشهٔ تقسیمات کشوری استان آذربایجان

## استانداراناستان آذربایجان شرقی
در دورهٔ پهلوی (۱۳۵۷–۱۳۳۷ خورشیدی):
| ردیف | نام                                                     | شروع             | پایان         | مدت    | تصویر |
| ---- | ------------------------------------------------------- | ---------------- | ------------- | ------ | ----- |
| ۱۹   | محسن رئیس(متولد ۱۲۷۵، تهران – درگذشتهٔ ۱۳۵۴)             | ۸ شهریور ۱۳۳۷    | ۱۳۳۸          | ۲ سال  |       |
| ۲۰   | موسی مهام(متولد ۱۲۷۷، تهران – درگذشتهٔ ۱۳۵۲)             | ۱۳۳۸             | ۱۳۳۹          | ۲ سال  |       |
| (۳)  | امان‌الله اردلان(متولد ۱۲۶۰، تهران – درگذشتهٔ ۱۳۶۶)       | آذر ۱۳۳۹         | اردیبهشت ۱۳۴۰ | کوتاه  |       |
| ۲۱   | علی دهقان(متولد ۱۲۸۹، ارومیه – درگذشته)                 | ۳۱ اردیبهشت ۱۳۴۰ | تیر ۱۳۴۳      | ۳ سال  |       |
| ۲۲   | سرتیپ محمدعلی صفاری(متولد ۱۲۸۰، لاهیجان – درگذشتهٔ ۱۳۶۷) | ۱۷ تیر ۱۳۴۳      | ۱ خرداد ۱۳۴۶  | ۳ سال  |       |
| ۲۳   | تقی سرلک(متولد ۱۲۹۱، الیگودرز – درگذشتهٔ ۱۳۵۶)           | ۱ خرداد ۱۳۴۶     | ۲۵ آذر ۱۳۵۰   | ۴ سال  |       |
| ۲۴   | ارتشبد عزت‌الله ضرغامی(متولد ۱۲۸۷، تهران – درگذشته)      | ۲۵ آذر ۱۳۵۰      | ۱۳۵۳          | ۳ سال  |       |
| ۲۵   | سپهبد اسکندر آزموده(متولد ۱۲۹۱، تهران – درگذشتهٔ ۱۳۷۷)   | ۱۳۵۳             | ۱۳۵۶          | ۳ سال  |       |
| ۲۶   | ارتشبد جعفر شفقت(متولد ۱۲۹۴، تبریز – درگذشتهٔ ۱۳۷۹)      | ۱۳۵۶             | ۱۳۵۷          | یک سال |       |

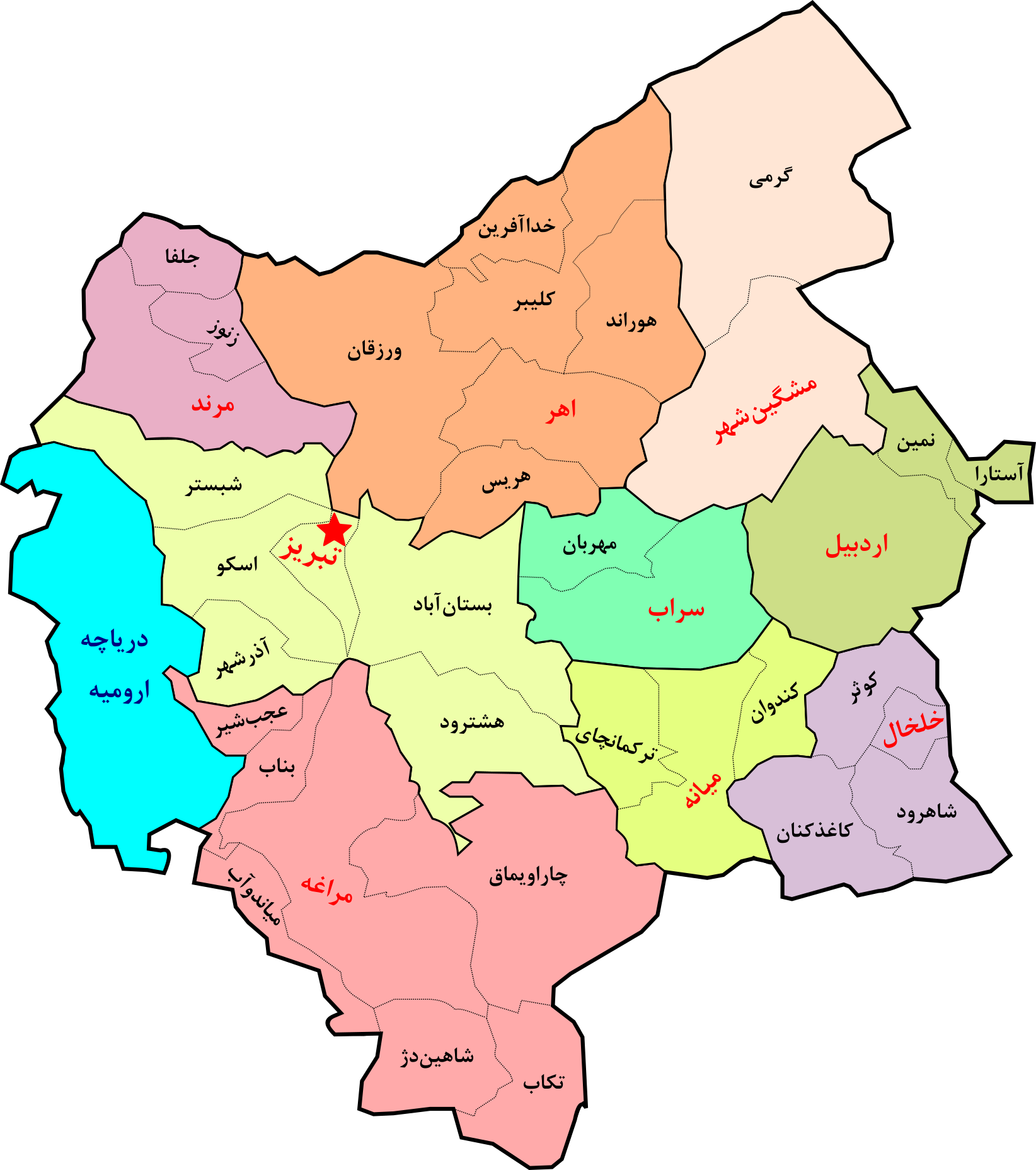
نقشهٔ تقسیمات کشوری استان آذربایجان شرقی

در دورهٔ جمهوری اسلامی (۱۳۵۷ خورشیدی به بعد):
|  | افراد زنده |

| ردیف | نام                                                                 | شروع             | پایان            | مدت                     | دوره                                            | تصویر |
| ---- | ------------------------------------------------------------------- | ---------------- | ---------------- | ----------------------- | ----------------------------------------------- | ----- |
| ۱    | رحمت‌الله مقدم مراغه‌ای(۱۳۰۰، مراغه – درگذشتهٔ ۱۳۹۱)                   | ۶ اسفند ۱۳۵۷     | ۱۹ خرداد ۱۳۵۸    | ۳ ماه و ۱۳ روز          | مهدی بازرگان                                    |       |
| ۲    | نورالدین وحید غروی(متولد ۱۳۲۳، تبریز)                               | ۲۶ خرداد ۱۳۵۸    | ۲۹ مهر ۱۳۵۹      | ۱ سال و ۴ ماه و ۳ روز   | مهدی بازرگانسید ابوالحسن بنی‌صدر                 |       |
| ۳    | محمد علی‌نژاد سارخانی(متولد ۱۳۱۷، تبریز)                             | ۲۹ مهر ۱۳۵۹      | ۳ خرداد ۱۳۶۰     | ۷ ماه و ۵ روز           | سید ابوالحسن بنی‌صدر                             |       |
| ۴    | حسین طاهری(متولد ۱۳۲۰، مراغه)                                       | ۳ خرداد ۱۳۶۰     | ۱۹ دی ۱۳۶۲       | ۲ سال و ۷ ماه و ۱۶ روز  | سید ابوالحسن بنی‌صدرمحمدعلی رجاییسید علی خامنه‌ای |       |
| ۵    | حسن عابدینی(متولد ۱۳۲۷، تهران)                                      | ۱۹ دی ۱۳۶۲       | ۲۲ اردیبهشت ۱۳۶۶ | ۳ سال و ۴ ماه و ۳ روز   | سید علی خامنه‌ای                                 |       |
| ۶    | اکبر پرهیزکار(متولد ۱۳۲۸، ایواوغلی – درگذشتهٔ ۱۳۹۹)                  | ۲۲ شهریور ۱۳۶۶   | ۸ مرداد ۱۳۷۱     | ۴ سال و ۱۰ ماه و ۱۷ روز | سید علی خامنه‌ایاکبر هاشمی رفسنجانی              |       |
| ۷    | علی عبدالعلی‌زاده(متولد ۱۳۳۵، ارومیه)                                | ۳۱ تیر ۱۳۷۱      | ۱۶ شهریور ۱۳۷۶   | ۵ سال و ۱ ماه و ۱۶ روز  | اکبر هاشمی رفسنجانی                             |       |
| ۸    | یحیی محمدزاده                                                       | ۱۶ شهریور ۱۳۷۶   | ۱۶ آبان ۱۳۸۰     | ۴ سال و ۲ ماه           | سید محمد خاتمی                                  |       |
| ۹    | محمدعلی سبحان‌اللهی(متولد ۱۳۲۹، تبریز)                               | ۱۶ آبان ۱۳۸۰     | ۴ آبان ۱۳۸۴      | ۳ سال و ۱۱ ماه و ۲۲ روز | سید محمد خاتمی                                  |       |
| ۱۰   | محمدکاظم معمارزاده                                                  | ۴ آبان ۱۳۸۴      | ۱۷ شهریور ۱۳۸۷   | ۲ سال و ۱۰ ماه و ۱۳ روز | محمود احمدی‌نژاد                                 |       |
| —    | محمدرضا اشرف‌نیا (سرپرست)                                            | ۱۷ شهریور ۱۳۸۷   | ۲۴ شهریور ۱۳۸۷   | ۷ روز                   | محمود احمدی‌نژاد                                 |       |
| ۱۱   | سرتیپ دوم پاسدار احمد علیرضابیگی(متولد ۱۳۴۲، ارومیه)                | ۲۴ شهریور ۱۳۸۷   | ۸ آبان ۱۳۹۲      | ۵ سال و ۱ ماه و ۱۴ روز  | محمود احمدی‌نژاد                                 |       |
| ۱۲   | اسماعیل جبارزاده(متولد ۱۳۳۹، خوی – درگذشتهٔ ۱۴۰۰)                    | ۸ آبان ۱۳۹۲      | ۲۰ شهریور ۱۳۹۶   | ۳ سال و ۱۰ ماه و ۱۲ روز | حسن روحانی                                      |       |
| ۱۳   | مجید خدابخش(متولد ۱۳۳۵، اردبیل)                                     | ۲ مهر ۱۳۹۶       | ۷ آذر ۱۳۹۷       | ۱ سال و ۲ ماه و ۵ روز   | حسن روحانی                                      |       |
| ۱۴   | محمدرضا پورمحمدی(متولد ۱۳۳۷، تبریز)                                 | ۷ آذر ۱۳۹۷       | ۲۵ مهر ۱۴۰۰      | ۲ سال و ۱۰ ماه و ۱۸ روز | حسن روحانی                                      |       |
| ۱۵   | سرتیپ دوم پاسدار زین‌العابدین رضوی خرم(۱۳۴۵، شاهین‌دژ – درگذشتهٔ ۱۴۰۲) | ۲۵ مهر ۱۴۰۰      | ۳۰ دی ۱۴۰۲       | ۲ سال و ۳ ماه و ۵ روز   | سید ابراهیم رئیسی                               |       |
| ۱۶   | مالک رحمتی(متولد ۱۳۶۱، مراغه – درگذشتهٔ ۱۴۰۳)                        | ۱ بهمن ۱۴۰۲      | ۳۰ اردیبهشت ۱۴۰۳ | ۳ ماه و ۲۹ روز          | سید ابراهیم رئیسی                               |       |
| —    | تراب محمدی (سرپرست)(متولد ۱۳۴۸، تبریز)                              | ۳۱ اردیبهشت ۱۴۰۳ | ۸ مهر ۱۴۰۳       | ۶ ماه و ۸ روز           | محمد مخبر (سرپرست)                              |       |
| ۱۷   | بهرام سرمست(متولد ۱۳۴۸، بناب)                                       | ۸ مهر ۱۴۰۳       | متصدی            |                         | مسعود پزشکیان                                   |       |

### نمودار سال‌شمار
اعداد، سال خورشیدی را نشان می‌دهند:

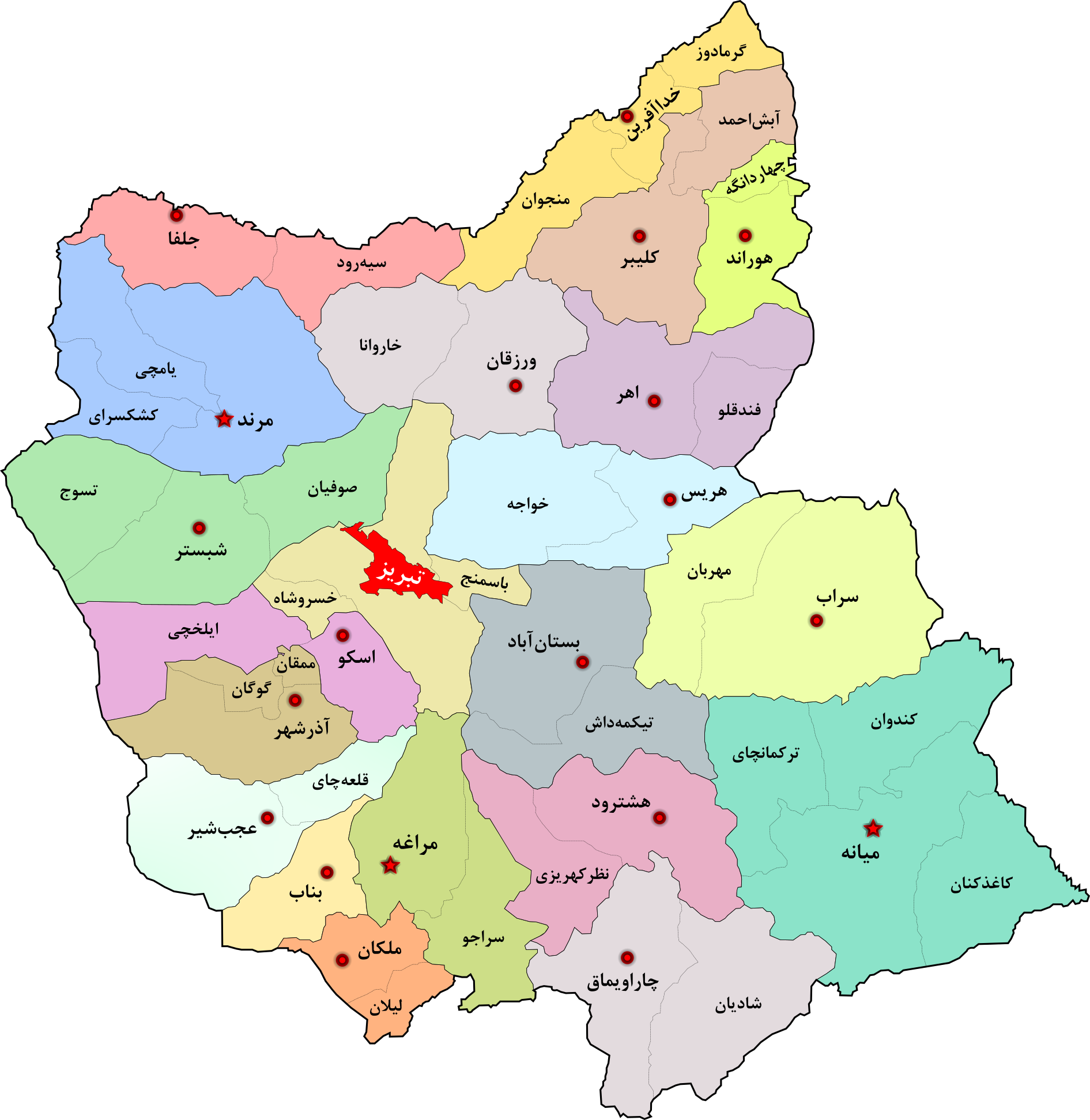
آخرین نقشهٔ تقسیمات کشوری استان آذربایجان شرقی